# Ayla Kell
Ayla Kell Marie (Los Angeles, 7 de outubro de 1990) é uma atriz estadunidense conhecida pelo papel de Payson Keeler em Make It or Break It. Fez balé por alguns anos e ainda muito jovem dançou com o American Ballet Theatre, no Kodak Theatre em Hollywood, Califórnia como Greta em O Quebra-Nozes.